# 日本アンチ・ドーピング機構
公益財団法人日本アンチ・ドーピング機構（にほんアンチ・ドーピングきこう、略称：JADA（ジャダ）、英語: Japan Anti-Doping Agency）は、日本国内のドーピング検査やドーピングに関する啓発活動を行う、独立した国内調整機関である。
世界の反ドーピング運動の流れを汲んで、日本オリンピック委員会（JOC）、日本体育協会（JASA）、日本プロスポーツ協会（JPSA）を中心にして、2001年（平成13年）9月16日に財団法人日本アンチ・ドーピング機構として創立された。
2011年（平成23年）4月1日には、内閣総理大臣より公益財団法人への移行認定を受け、公益財団法人日本アンチ・ドーピング機構へ改組。

## 概要
日本アンチ・ドーピング機構（JADA）は、国際オリンピック委員会（IOC）や世界アンチ・ドーピング機関（WADA）、各国の国内オリンピック委員会（NOC）等のドーピング・コントロール機関と連携して、競技者の人権及び健康に配慮しながら、ドーピング検査や教育・啓蒙活動、情報管理・提供、調査・研究等を行い、国内のアンチ・ドーピング活動を推進することを目的としている。

## 加盟団体
2020年12月現在で93団体が加盟している。
日本体育協会は、2003年（平成15年）の静岡国体からドーピング検査を実施している。
2007年（平成19年）8月、日本プロサッカーリーグ（Jリーグ）が川崎フロンターレの選手とクラブをドーピング違反で処分したことに関連して、各チームの医師がJリーグのドーピングコントロール委員会委員長の辞任を求めるとともに、JADAに見解を求めた。

## 未加盟団体
- 日本野球機構(NPB)は、2007年（平成19年）からドーピング検査を実施しているが、日本アンチ・ドーピング機構には加盟せずに、独自のシステムにより実施している。違反者は程度に応じて、けん責、10試合以下の公式戦出場停止、1年以下の公式戦出場停止、無期限出場停止などの制裁が科されることが示されている。

- 日本ゴルフツアー機構は、2009年（平成21年）から本格的にドーピング検査を実施しているが、日本アンチ・ドーピング機構には加盟せずに、独自のシステムにより実施している。ドーピング検査で採取した検体は、世界アンチ・ドーピング機構(WADA)認定の検査機関に空輸で送り検査を受けている。

- 日本相撲協会は、ドーピング検査を実施していない。

- 日本ボクシングコミッションは、日本アンチ・ドーピング機構に未加盟である上、これまでドーピング検査の報告がなく、またドーピング検査に関する規定、及び禁止物質検査機関などを公表していないため、ドーピング検査を実施しているかは不明。

## ドーピング検査実績
JADAの平成26年度事業状況報告書より転載
| 種別               | 競技会検査 (血液検査数) | 競技会外検査 (血液検査数) | 項目計 (血液検査数) |
| ------------------ | ----------------------- | ------------------------- | ------------------- |
| JADA主管検査       | 3,271(0)                | 2,488(291)                | 5,759(291)          |
| IF／WADA他受託検査 | 559(6)                  | 48(26)                    | 607(32)             |
| 小計(血液検査数)   | 3,830(6)                | 2,536(317)                | 6,366(323)          |
| 総計(血液検査数)   | 6,366(323)              | 6,366(323)                |                     |

　＊（）内は血液検査数

### ドーピング防止規則違反
平成26年度に実施したドーピング検査に対し、7件の違反が発生
| 競技種目             | 検出物質若しくは違反内容 | 制裁内容                                            |
| -------------------- | ------------------------ | --------------------------------------------------- |
| バレーボール         | カンレノン               | 競技成績の失効 資格停止：3ヶ月                      |
| パワーリフティング   | メチルエフェドリン       | 競技成績の失効 資格停止：3ヶ月                      |
| 未成年のため非公開   | メトキシフェナミン       | 競技成績の失効 資格停止：3ヶ月                      |
| ボディビル           | メチルテストステロン     | 競技成績の失効 資格停止：2年                        |
| ラグビーフットボール | ツロブテロール           | NFの決定を条件として 競技成績の失効 資格停止：3ヶ月 |
| バレーボール         | ツロブテロール           | NFの決定を条件として 競技成績の失効 資格停止：2ヶ月 |
| 自転車競技           | ツロブテロール           | 競技成績の失効 資格停止：3ヶ月                      |

## 外部サイト
- 公益財団法人日本アンチ・ドーピング機構(JADA)
- 日本アンチ・ドーピング機構 (@PlayTrueJapan) - X（旧Twitter）
- 日本アンチ・ドーピング機構 (122700971113230) - Facebook
- 日本アンチ・ドーピング機構 (@jada_antidoping) - Instagram